# Вдовина, Антонина Васильевна
Антони́на Васи́льевна Вдо́вина (6 декабря 1946, Киров, РСФСР, СССР) — советский и российский дирижёр-хормейстер. Главный хормейстер Марийского театра оперы и балета имени Э. Сапаева (1973—1980), художественный руководитель, главный дирижёр Марийской хоровой капелле имени А. И. Искандарова (1989—2015). Заслуженный деятель искусств Российской Федерации (2005). Лауреат Премии Марийского комсомола имени Олыка Ипая (1974).

## Биография
Родилась 6 декабря 1946 года в Кирове. 
В 1966 году окончила Кировское музыкальное училище.
С 1969 года — в г. Йошкар-Оле Марийской АССР: концертмейстер ансамбля «Марий Эл», с 1973 года — главный хормейстер Марийского музыкального театра имени Э. Сапаева.
В 1973 году окончила Челябинский институт культуры.
С 1980 года — в Марийской хоровой капелле имени А. И. Искандарова: дирижёр, в 1989—2015 годах — художественный руководитель, главный дирижёр.
В 2005 году ей присвоено почётное звание «Заслуженный деятель искусств Российской Федерации». В 1974 году удостоена Премии Марийского комсомола имени Олыка Ипая.

## Признание
- Заслуженный деятель искусств Российской Федерации (6 июня 2005)[1][2] — за заслуги в области искусства[5]
- Заслуженный деятель искусств Марийской АССР (1980)[1][2]
- Премия Марийского комсомола имени Олыка Ипая (1974)[1][2]